# Dezső Gromon
Barun Dezső Gromon (Vajska, 2. veljače 1838. – Budimpešta, 25. srpnja 1912.), političar, poslanik, državni sekretar za obranu.
Njegov pradjed, Sigmund dobio je posjed u Vajskoj i postao preteča obitelji Gromon u Vojvodini. Djetinjstvo je proživio s obitelji u selu. Godine 1847. umro je njegov otac, a 1849. njegova se majka preselila u Beč. Diplomirao je na Poljoprivrednom fakultetu u Mošonmajarovaru (Mađarska). Živio je na svom imanju u Vajskoj. Godine 1876 imenovan je za načelnika gradova Sombora i Subotice.G odine 1878. dobio je Red Sv. Stjepana za zasluge u mobilizaciji za okupaciju Bosne. Umire u 74 godini života.